# 공주 원효사 소장 경전 일괄
공주 원효사 소장 경전 일괄(公州 元曉寺 所藏 經典 一括)은 대한민국 충청남도 공주시 원효사에 있는 불경이다. 2013년 4월 22일 충청남도의 유형문화재 제224호로 지정되었다.

## 참고 자료
- 공주 원효사 소장 경전 일괄 - 국가유산청 국가유산포털